# 문창중학교
문창중학교(文昌中學校)는 대한민국 서울특별시 동작구 신대방동에 있는 공립 중학교이다.

## 학교 연혁
- 1980년 8월 26일 : 문창중학교 설립 인가(교실 28실, 부속실 4실 등)
- 1981년 1월 12일 : 교사 준공
- 1981년 3월 2일 : 초대 정갑진 교장 취임
- 1981년 3월 5일 : 제1회 입학식(18학급 1,225명)
- 1985년 12월 23일 : 교실 증축(특별실 4실)
- 1998년 8월 2일 : 교사 개축
- 2002년 12월 30일 : 학교급식시설 준공
- 2004년 12월 10일 : 정보샘터(2층 건물) 준공
- 2005년 3월 2일 : 제25회 입학식(여학교에서 남녀공학으로 전환)
- 2009년 10월 14일 : 장미관 증축
- 2020년 9월 1일 : 제15대 이명희 교장 취임
- 2023년 1월 6일 : 제40회 졸업식(7학급 174명, 누계 13,627명)
- 2023년 3월 2일 : 제43회 입학식(5학급 124명)

## 참고 자료
- 문창중학교 - 한국교육학술정보원 학교알리미